# Ismail Morina
Ismail Morina (* 1. April 1990 in Kačanik, SFR Jugoslawien, heute Kosovo) ist ein kosovarischer Fußballspieler. Er ist beidfüßig und offensiv vielseitig einsetzbar.

## Laufbahn
Morina spielte in der Jugend bereits in der A-Junioren-Bundesliga für Jahn Regensburg, ehe er zum 1. FC Bad Kötzting in die Bayernliga wechselte. Nach einer starken Saison, in der er 15 Tore erzielte, wechselte er zur eine Klasse höher spielenden SpVgg Weiden. Aufgrund der Insolvenz der Weidener und sehr guten Ergebnissen in der Hinrunde der Saison 2010/11 wechselte Morina ablösefrei in die Dritte Liga zurück nach Regensburg, wo er bereits im ersten Heimspiel gegen die TuS Koblenz zum Einsatz kam. Er erhielt einen Vertrag bis Saisonende. Nach der Saison schloss er sich dem baden-württembergischen Oberligisten Bahlinger SC an, bei dem er am 1. Spieltag bei einem 11:0-Kantersieg gegen den FV Illertissen fünffach traf. Im Sommer 2012 wechselte er in die Regionalliga Bayern zum SV Seligenporten.
Nach einer Saison in Seligenporten wechselte Ismail Morina zum Landesligateam Fortuna Regensburg, wo auch seine Brüder Arlind und Arber Morina unter Vertrag standen. Nach anderthalb Jahren bei der Fortuna, in denen Morina in 41 Ligaspielen 23 Tore erzielte, wechselte Morina zum Bayernligisten TSV Bogen, wo der Stürmer aber nach internen Differenzen in Ungnade fiel und folglich den Klub vor Saisonende verließ. Zur Saison 2015/16 kehrte Ismael Morina zum 1. FC Bad Kötzting zurück, beim ehemaligen Bayernligisten traf der Stürmer prompt im ersten Landesligaspiel des FCK in der neuen Saison, dennoch verlor Morina mit seinem neuen Klub mit 1:3 in Ammerthal. Nach einer erfolgreichen Spielzeit in Bad Kötzting, Ismael Morina erzielte in dieser Saison in 34 Ligaspielen 28 Tore, kehrte er im Sommer 2016 zu Fortuna Regensburg zurück. Nach 17 Meisterschaftsspielen und fünf Toren wechselte er nach dem Saisonende 2016/17 in die Landesliga Bayern Mitte zurück zum TSV Bogen. Ein Jahr später folgte sein Wechsel zum Bezirksligisten SpVgg Plattling, den er in der Winterpause wieder verließ und sich der SpVgg SV Weiden anschloss.